# Дуке, Хуан Карлос
Хуан Карлос Дуке Ганседо (исп. Juan Carlos Duque Gancedo; род. 26 января 1982 года в Мадриде) — испанский футболист, защитник.

## Клубная карьера
Хуан Карлос был воспитанником системы мадридского «Реала», но за первую команду так и не сыграл. С 2001 по 2006 год он выступал за «Реал Мадрид С» и «Реал Мадрид B». В 2006 году 24-летний защитник перебрался в «Самору», где задержался всего на один сезон. Затем он выступал за «Понтеведру», «Сеуту», снова «Самору», «Полидепортиво» и «Сан-Себастьян-де-лос-Рейес», но нигде не задерживался надолго. Сейчас Хуан Карлос Дуке является свободным агентом.

## Карьера в сборной
Хуан Карлос играл в юношеских командах Испании. Игрок в составе сборной Испании до 16 лет выиграл юношеский чемпионат Европы 1999 года, а также участвовал на юношеском чемпионате мира 1999.

## Достижения
- Победитель чемпионата Европы (до 16) (1): 1999